# Хелзингборг ИФ
Хелсингборис ИФ (на шведски: Helsingborgs Idrottsförening, Хелсингборис Идротсфьоренинг) е шведски футболен отбор от град Хелсингбори. Състезава се в най-високото ниво на шведския футбол групата Алсвенскан.

## Успехи
- Шампион на Швеция (6): 1928–29, 1929–30, 1932–33, 1933–34, 1940–41, 1999 г.
- Купа на Швеция  (3): 1941, 1997–98, 2006 г.
- Суперкупа на Швеция  (1): 2007 г.

## Европейски турнири
Участвал е в турнирите за Шампионската лига, купата на УЕФА и Интертото.